# Суперкубок Англії з футболу 1970
Суперкубок Англії з футболу 1970 — 48-й розіграш турніру. Матч відбувся 8 серпня 1970 року між чемпіоном Англії «Евертон» та володарем кубка країни «Челсі». 
| Володар Суперкубка Англії 1970 |
| ------------------------------ |
|                                |
| «Евертон» Четвертий титул      |

## Учасники
| Клуб      | Участей | Роки (жирним виділено перемоги) |
| --------- | ------- | ------------------------------- |
| «Челсі»   | 1       | 1955                            |
| «Евертон» | 5       | 1928, 1932, 1933, 1963, 1966    |

## Матч

### Деталі
| 8 серпня 1970 |

| «Челсі»   | 1–2      | «Евертон»     |
| --------- | -------- | ------------- |
| Гатчинсон | Протокол | Віттл Кендалл |

| Стемфорд Бридж, Лондон Глядачів: 43 547 Арбітр: Девід Сміт |

|  |  |

| В                |  | Пітер Бонетті  |
| З                |  | Рон Гарріс (к) |
| З                |  | Педді Малліган |
| З                |  | Марвін Гінтон  |
| З                |  | Девід Вебб     |
| ПЗ               |  | Пітер Хаусмен  |
| ПЗ               |  | Алан Хадсон    |
| ПЗ               |  | Джон Голлінс   |
| ПЗ               |  | Кіт Веллер     |
| Н                |  | Пітер Осгуд    |
| Н                |  | Іан Гатчинсон  |
| Головний тренер: |  |                |
| Дейв Секстон     |  |                |

| В                |  | Гордон Вест      |
| З                |  | Кіт Ньютон       |
| З                |  | Джон Герст       |
| З                |  | Браян Лебоун (к) |
| З                |  | Томмі Райт       |
| ПЗ               |  | Алан Віттл       |
| ПЗ               |  | Алан Джеймс Болл |
| ПЗ               |  | Колін Гарві      |
| ПЗ               |  | Говард Кендалл   |
| ПЗ               |  | Джиммі Хасбенд   |
| Н                |  | Джо Ройл         |
| Головний тренер: |  |                  |
| Гаррі Каттерік   |  |                  |